# Burgundi Fülöp
Burgundi Fülöp (1323. november 10. – Château d'Aiguillon, 1346. augusztus 10.) volt V. Ottó burgundi herceg és III. Johanna burgundi grófnő legidősebb fia és örököse. Anyja révén V. Fülöp francia király és II. Johanna burgundi grófnő unokája volt. Leszármazása révén a Burgundi Hercegség, a Burgundi Palotagrófság és az Artois-i Grófság örököse volt.

## Családja
Fülöp 1338 novemberében vette feleségül Johannát, Auvergne és Boulogne grófnőjét (1326. május 8. - 1360. szeptember 29.), IX. Vilmos auvergne-i gróf és Marguerite d'Evreux lányát. Házasságukból három gyermek született:
- Johanna (1344 - 1360), akit 1348-ban eljegyeztek VI. Amadé savoyai gróffal,[3] de az eljegyzést 1354-ben felbontották, a francia király ellenkezésére, majd a következő évben megújították. A francia királyok mindenképpen el akarták kerülni, hogy a burgundi hercegség a savoyai grófok befolyása alá kerüljön és érdekükben állt ezt a házasságot megakadályozni[4]
- Margit (1345 - ?), fiatalon meghalt
- Fülöp (1346. augusztus - 1361. november 21.), akit 1348 után "Philippe Monsieur" néven hívtak, 1349-ben nagyapja után örökölte a burgundi hercegséget I. Fülöp burgundi herceg néven.

Fülöp 1346-ban halt meg, miután egy földműves lova fejbe rúgta. Fontenay-ban, a ciszteri apátság templomában temették el. Özvegye egészen haláláig a burgundi hercegség régense volt. 1350. február 13-án ismét házasodott, második férje a Valois-házból származó János normadiai herceg volt, aki hamarosan II. János néven elfoglalta a francia trónt.